# Awich
Awich (エイウィッチ) est une rappeuse japonaise, originaire d'Okinawa, née le 16 décembre 1986. 

## Famille
Akiko Urasaki (浦崎 亜希子) naît à Okinawa. Ses parents l’emmènent parfois lors de manifestations contre la présence de bases militaires américaines dans l’île.
Awich s'est mariée aux États-Unis et a une fille. Après l’assassinat de son mari, elle revient au Japon.

## Éducation et influences
Awish étudie le marketing dans une université à Atlanta, en Géorgie.
Elle découvre le rap quand elle a 14 ans, avec le disque All Eyez on Me de Tupac.

## Thèmes
Dans ses chansons, Awich parle de la beauté, mais aussi des problèmes politiques et sociaux d'Okinawa. Elle chante en japonais, en anglais et en okinawaïen.

## Discographie
- Partition, Universal Records (2020)
- Queendown, Universal Music (2022)

## Filmographie
- Asia Rising: The Next Generation of Hip-Hop (2019)

## Autres activités
Awish gère une société de branding d'Okinawa et travaille pour une société de textile locale.